# Голубок чубатий
Голубок чубатий (Geotrygon versicolor) — вид голубоподібних птахів родини голубових (Columbidae). Ендемік Ямайки.

## Опис
Довжина птаха становить 27-31 см, вага 225 г. У самців лоб чорний, тім'я темно-коричневе, потилиця сіре, пера на ній формують невеликий чуб. Шия бронзово-зелена з металевим відблиском. Обличчя переважно сіре, на щоках широкі охристі смуги. Горло і груди сірі, живіт і боки каштанові. Верхня частина спини і покривні пера крил райдужно-червоно-пурпурові, центральна частина спини синювато-пурпурова, нижня частина спини і хвіст зеленувато-чорні з пурпуровим відблиском. Очі червоні, навколо очей плями голої сірої шкіри. Самиці мають дещо блідше забарвлення, шия і живіт у них більш коричневі. Молоді птахи мають тьмяне забарвлення, пера у них мають іржасті края.

## Поширення і екологія
Чубаті голубки мешкають на острові Ямайки, зокрема в горах Блу-Маунтінс і горах Джона Кроу. Вони живуть в підліску вологих гірських і рівнинних тропічних лісів. Зустрічаються поодинці або парами, на висоті від 100 до 2200 м над рівнем моря. Живляться насінням, дрібними плодами, комахами та їх личинками, равликами. Сезон розмноження триває з березня по червень. Гніздо являє собою платформу з гілочок, корінців і сухого листя, розміщується в підліску, на висоті від 30 до 150 см над землею. В кладці від 1 до 2 кремово-білих яєць. Інкубаційний період триває 10 днів, пташенята покидають гніздо через 12-13 днів після вилуплення.

## Збереження
МСОП класифікує стан збереження цього виду як близький до загрозливого. Чубатим голубкам загрожує знищення природного середовища і вилов з метою продажу на пташиних ринках.